# Pia Lorenz
Pia Lorenz (* 11. Februar 1978 in Siegen) ist eine deutsche Rechtsanwältin, Journalistin und Wirtschaftsjuristin. 

## Werdegang
Nach einem Auslandsaufenthalt in Straßburg studierte Lorenz von 1997 bis 2002 Rechtswissenschaften in Bielefeld und Köln, das Rechtsreferendariat absolvierte sie im Landgerichtsbezirk Aachen. 2005 wurde sie zur Rechtsanwaltschaft zugelassen und absolvierte berufsbegleitend den Masterstudiengang „Wirtschaftsjurist“ an der Universität zu Köln.
Nach Tätigkeiten als freie Fachjournalistin wechselte sie 2008 zu Wolters Kluwer Deutschland, wo sie in verschiedenen Funktionen tätig war. 2010 konzipierte sie als redaktionell Verantwortliche das mehrfach ausgezeichnete Rechtsmagazin Legal Tribune Online, das ausschließlich online erscheint und dessen Chefredakteurin sie seitdem bis April 2021 war. 2013 bis 2014 leitete sie zudem die Unternehmenskommunikation von Wolters Kluwer Deutschland. 2018 wurde Lorenz für ihre journalistische Begleitung der Digitalisierung des deutschen Rechtsmarkts als „Woman of Legal Tech“ ausgezeichnet.
Sie war Mitgründerin und war von 2010 bis 2021 Chefredakteurin von Legal Tribune Online (LTO). Von April 2021 bis Dezember 2022 war sie Mitgründerin und Geschäftsführerin der Kölner Lawgentur, von August 2021 bis Juni 2022 Co-Host von Corinna Budras im Einspruch Podcast der Frankfurter Allgemeinen Zeitung. Seit Oktober 2022 war sie Redaktionsleiterin bei Juris, seit Dezember 2022 auch Chefredakteurin des seit April 2022 von Juris angebotenen Libra Rechtsbriefing, das laut einem Gutachten des Berliner Verfassungsrechtlers Christoph Möllers gegen das Gebot der Staatsfreiheit der Presse verstieß und deshalb im März 2023 wieder eingestellt wurde.
Zum 1. Juli 2023 wechselte Lorenz als Chefredakteurin von beck-aktuell und Mitglied der NJW-Schriftleitung zum Verlag C.H.Beck.

## Veröffentlichungen und Tätigkeiten
Neben ihrer journalistischen Tätigkeit referiert Lorenz u. a. über Rechtskommunikation, gutes Schreiben für Juristen und Journalismus im digitalen Zeitalter, moderiert auf Fachveranstaltungen und Kongressen, liefert Rechtsexpertise für Publikumsmedien und kommentiert Rechtsthemen in Branchenmedien des Rechtsmarkts.